# Marie Champmeslé
Marie Champmeslé (nascuda Desmares) (Rouen,18 de febrer de 1642-Auteuil, 15 de maig de 1698) va ser una actriu francesa del segle xvii.

## Biografia
Va néixer a Rouen en una família adinerada; el nom del seu pare era Desmares. Va fer la seva primera aparició a l'escenari a Rouen amb Charles Chevillet Champmeslé (1645-1707), que es deia sieur de Champmeslé, i es van casar el 1666. El 1669 actuaven a París al Théâtre du Marais, va ser la seva primera aparició com a Venus en Fête de Vénus de Boyer. L'any següent, com a Hermione en Andromaque de Jean Racine, va tenir un gran èxit a l'Hotel de Bourgogne.
La seva intimitat amb Racine data de llavors. Algunes de les seves millors tragèdies van ser escrites per a ella, però el seu repertori no es limitava a aquestes, i molts d'elles -com l'Ariane de Thomas Corneille i el Comte d'Essex-, basaven el seu èxit en la seva forma natural d'actuar, i la seva interpretació de l'heroïna infeliç. Fedra va ser el clímax dels seus triomfs.
Ella i el seu marit van abandonar l'Hotel de Bourgogne pel Théâtre Guénégaud. Quan aquesta última empresa es va fusionar amb la nova Comédie-Française, Fedra va ser seleccionada per a la seva inauguració el 26 d'agost de 1680. Aquí, amb Madame Gurin com la principal actriu de comèdia, va interpretar les grans parts tràgiques d'amor durant més de trenta anys.
Durant la seva carrera professional, La Champmeslé va crear una gran quantitat de papers famosos. A més dels ja esmentats, va fer Bérénice, Ariane, Atalide en Bajazet, Monime en Mitridate, Iphigénie en Iphigénie en Aulide, i el mateix personatge en Oreste et Pylade.
La Champmeslé va romandre com la primera actriu del Teatre de la rue Guénégaud fins a principis de 1698, en un moment en què la seva salut va començar a deteriorar-se. Per restaurar-la, es va retirar a una casa que tenia a Auteuil; però la seva malaltia va empitjorar i es va tornar mortal.
La Fontaine li va dedicar la seva novel·la Belphegor, i Boileau la va immortalitzar en vers.

## Llegat
És una de les dones representades en el treball artístic The Dinner Party, de Judy Chicago, que inclou 999 noms de dones notables de la història.